# Comté de Livingston (Kentucky)
Pour les articles homonymes, voir Comté de Livingston.
Le comté de Livingston est un comté de l'État du Kentucky, aux États-Unis. Son siège se situe à Smithland. 
Selon le recensement de 2020, la population était de 8 888 habitants. Sa plus grande ville est Salem, mais sa plus grande communauté est le census-designated place de Ledbetter (en). Le comté a été créé en 1798 à partir de terres prises au comté de Christian et porte le nom de Robert R. Livingston, membre du Comité des cinq qui a rédigé la Déclaration d’indépendance des États-Unis. Le comté était fortement pro-confédéré pendant la guerre de Sécession et de nombreux hommes se sont portés volontaires pour l’armée confédérée
C'est un dry county.

## Source
- (en) Cet article est partiellement ou en totalité issu de l’article de Wikipédia en anglais intitulé « Livingston County, Kentucky » (voir la liste des auteurs).